# Dinotrema allictum
Dinotrema allictum är en stekelart som beskrevs av Vladimir Ivanovich Tobias 2004. Dinotrema allictum ingår i släktet Dinotrema och familjen bracksteklar. Inga underarter finns listade i Catalogue of Life.